# Битка при Симанкас
Битката при Симанкас (на испански: Batalla de Simancas) е сред водоразделните битки на Реконкистата. Противопоставя войските на кралство Леон и на Кордобския халифат край бреговете на река Писуерга, северен приток на Дуеро. Това е първата голяма победа на християнските сили след битката при Ковадонга през 718 г.

## Предистория
Откакто мюсюлманите покоряват Пиренейския полуостров и ликвидират Вестготското кралство (711 – 714 г.), в най-северните райони на страната се запазва огнище на съпротива. Там Пелайо създава кралство Астурия, което постепенно скъсва с идеята, че е наследник на вестгогите и се оформя като съвсем нова държава. То разширява територията си на изток в Кантабрия и на запад в Галисия. Завзема и земи на юг от Кантабрийските планини, включително важният град Леон. 910 г. се приема за начало на Леонското кралство, в което от 931 г. управлява Рамиро ІІ. Историците описват този монарх като „смел, умен и самоуверен, може би дори малко прекалено“. В това време и в мюсюлманската част на страната се случват важни събития – през 929 г. емирът на Кордоба Абд ал-Рахман ІІІ се обявява за халиф, равен на халифите в Багдад. Той бързо овладява тенденциите на децентрализация и замисля грандиозен план за покоряването на християнския север. Този план се нарича газат ал-кудра (кампания на върховната сила) и е задействан през 939 г.

## Сражението
Армията на халифа наброява по груба преценка около 100 000 души – араби, бербери и много доброволци. Тя се отправя към зоната между Дуеро и планините, която е слабо населена поради непрекъснатите нашествия и е известна като „ничия земя“. Въпреки това командирите ѝ си дават сметка, че имат трудна задача и всеки ден отправят молитви към Аллах. Те успешно превземат градовете Олмедо и Алкасарен и се прехвърлят през голямата река без да срещнат съпротива. През това време Рамиро ІІ, уплашен от случващото се, апелира за помощ от останалите християнски владетели, повечето от които са негови роднини. Какви сили е успял да събере по този начин остава неясно, но се знае, че има войници от Кастилия (начело с граф Фернан Гонсалес), Навара (начело с крал Гарсия Санчес), Астурия и Галисия.
Срещата на двете армии става на 12 километра южно от Валядолид. Точната дата е предмет на спор, но най-вероятно става дума за четири дни между 6 и 9 август 939 г. Атаките се редуват и стават все по-ожесточени. Изглежда, че основната тежест на битката е поета от тежките бронирани конници от Леон – наследници на онези, които Карл Мартел въвежда някога във Франкската държава. Въпреки численото си превъзходство, мюсюлманскит евойски страдат от съществен недостатък – техният командир Наджа е лишен от смелост и способности. Той се страхува да нападне, за да не се окаже, че назначението му е грешка. Това се отразява на духа на войниците му и на четвъртия ден християнските атаки не могат вече да бъдат удържани. Бойният строй на халифа се разпада, той се принуждава да бяга, изгубвайки над една пета от силите си, докато Наджа е убит. Този човек всъщност не е арабин, а славянин, продаден като роб години по-рано, но достигнал до най-високите постове в халифата.

## Резултати
Християните обявяват успеха си за велика победа, но тя е такава само в емоционално отношение. Тя дава самочувствие и позволява за известно време военните действия да се прехвърлят на юг от Дуеро – в ръзете им пада град Саламанка. Във военно отношение обаче битката при Симанкас спира настъплението на противника и нищо повече. В следващите години войната се развива предимно в полза на Абд ал-Рахман ІІІ. Той построява яката крепост Мединасели, извършва нападения дълбоко в християнските земи, побеждава сина на Рамиро ІІ. Всички християнски държави се виждат принудени да му плащат годишен данък. Така се подготвя почвата за военните кампании на Ал-Мансур – министър при неговия внук. В края на века за последен път има възможност за унищожаването на всички държави на християните.